# Вилхелм Вирфел
Вилхелм Вирфел (Плањани, 6. мај 1791 — Беч, 23. март 1832), рођен у Бохемији, био је композитор, пијаниста и учитељ.
Најпознатији ученик му је био Фредерик Шопен, чији је био учитељ 1823 — 1826. године.